# Jean-Pierre Wintenberger
Jean-Pierre Wintenberger (Neuilly-sur-Seine, 1954 – 23 de janeiro de 2019) foi um matemático francês.
Obteve o doutorado na Universidade Joseph Fourier em 1984, orientado por Jean-Marc Fontaine.
Foi professor de matemática da Universidade de Estrasburgo. Recebeu juntamente com Chandrashekhar Khare o Prêmio Cole de teoria dos números de 2011, pela prova da conjectura de Serre.
Foi palestrante convidado do Congresso Internacional de Matemáticos em Hyderabad (2010: Serre's Modularity Conjecture).